# Gardner Read
Pour les articles homonymes, voir Read.
Gardner Read, né le 2 janvier 1913 à Evanston (Illinois) et mort le 10 novembre 2005 à Manchester-by-the-Sea (Massachusetts), est un compositeur et musicographe américain.

## Biographie
Il a commencé par apprendre le piano et l'orgue, et il a aussi pris des leçons de contrepoint et de composition à l'École de musique de l'Université Northwestern. En 1932, il a reçu une bourse de quatre ans à la Eastman School of Music, où il a étudié avec Bernard Rogers et Howard Hanson. Dans les années 1930, il a également étudié brièvement avec Ildebrando Pizzetti, Jean Sibelius et Aaron Copland.
Après avoir dirigé les départements de composition de l'Institut de musique de Saint-Louis, du Conservatoire de musique de Kansas City et de l'Institut de musique de Cleveland (en), Read est devenu compositeur en résidence et professeur de composition à l'École de musique de Université de Boston. Il est resté à ce poste jusqu'à sa retraite en 1978.
Sa Symphonie no 1, op. 30 (1937, créée par Sir John Barbirolli) a remporté le premier prix du concours de composition de l'Orchestre philharmonique de New York, tandis que sa seconde symphonie (op. 45, 1943) a remporté le premier prix dans la Paderewski Fund Competition. Un autre premier prix a été attribué  par la National Association of Teachers of Singing Art Song, pour ses Nocturnal Visions, op. 145. Il a écrit un opéra,  Villon, en 1967.
Son livre Music Notation: A Manual of Practice moderne est un texte classique de la plupart des écoles de musique et conservatoires aux États-Unis.

## Compositions

### Œuvres pour orchestre

#### Symphonies
- 1937 Symphonie no 1, pour orchestre, op. 30 (création le 4 novembre 1937, par le New York Philharmonic Orchestra dirigé par John Barbirolli)
- 1943 Symphonie no 2, pour orchestre, op. 45 (création le 26 novembre 1943, par le Boston Symphony Orchestra dirigé par le compositeur)
- 1948 Symphonie no 3, pour orchestre, op. 75 (création par le Pittsburgh Symphony Orchestra dirigé par William Steinberg)
- 1958 Symphonie no 4, pour orchestre, op. 92 (1951-59; Cincinnati, le 30 janvier 1970)

#### Concertos
- 1945 Concerto, pour violoncelle et orchestre
- 1977 Concert, pour piano et orchestre, op. 130
  1. Broadly; with restless motion
  2. Fast and grotesquely
  3. Slowly and freely
  4. Broadly, intensely; Fast and nervously
- Music, pour piano et orchestre à cordes

#### Autres Œuvres
- 1936-1937 rev.1942 Night Flight, poème symphonique pour orchestre, op. 44 - première : 27 avril 1944 par le Eastman-Rochester Symphony Orchestra dirigé par Howard Hanson
- 1949 First Overture, pour orchestre, op. 58 (Indianapolis, le 6 novembre 1943)
- 1951 Pan e Dafni, pour orchestre, op. 53
- 1953 Toccata Giocosa, pour orchestre, op. 94 (Louisville, le 13 mars 1954)
- A bell overture, pour orchestre à cordes, op. 72 (Cleveland, le 22 décembre 1946)
- Arioso Elegiaca, pour orchestre à cordes
- Badinage, pour orchestre, op. 13
- Dance of the Locomotives (Boston, le 26 juin 1948)
- Festival fanfare, pour cordes, op. 83 nr. 2
- Gavotte, pour orchestre, op. 12 nr. 2
- Night Flight, poème symphonique d'après Antoine de Saint-Exupéry (Rochester, le 27 avril 1944)
- Pennsylvaniana Suite, (Pittsburgh, le 21 novembre 1947)
- Petite pastorale, pour orchestre, op. 40a
- Prelude and Toccata, (Rochester, le 29 avril 1937)
- Prelude to spring, pour orchestre, op. 10
- Quiet Music for Strings, (Washington, le 9 mai 1948)
- Suite, pour orchestre à cordes, op. 33a (New York, le 5 août 1937)
- Sketches of the city, suite symphonique pour orchestre, op. 26 (le 18 avril 1934)
- The lotus-eaters, pour orchestre, op. 19
- The painted desert, pour orchestre, op. 22 (Interlochen, le 28 juillet 1935)
- The painted desert, pour orchestre à cordes, op. 22
- The Temptation of Saint Anthony, op. 56 d'après Flaubert (Chicago, le 9 avril 1953)
- Vernal Equinox, (Brockton, Massachusetts, le 12 avril 1955)

### Œuvres pour orchestre d'harmonie
- 1957 Chorale and fughetta, pour chœur mixte et orchestre d'harmonie, op. 83
- 1957 Chorale and fughetta, pour grand ensemble de cuivres (14 cuivres), op. 83a
- 1958 Two Moods, pour orchestre d'harmonie
- 1969 Dunlap's Creek, pour orchestre d'harmonie
- 1971 Sonoric Fantasia nr. 3, pour orchestre d'harmonie, op. 125
- The golden six, pour orchestre d'harmonie, op. 105

### Oratorio
- 1976-1977 The Prophet, oratorio pour récitant, soprano, alto, ténor, basse, chœur mixte et orchestre - texte : Kahlil Gibran "The Prophet" - première : Boston, Symphony Hall, février 1977

### Musique pour la scène

#### Opéras
- François Villon 1967 d'après la vie de François Villon

#### Musique de scène
- Hedda Gabler musique de scène, op. 73

### Œuvres pour chœur
- 1945 A White Blossom, pour chœur de femmes, op. 23, nr. 3a - texte : Vail Read
- 1945 The unkind god, pour chœur de femmes et piano, op. 23/2a - texte : Vail Read
- 1946 The Magic Hour, pour chœur de femmes (SSA) et piano, op. 60 - texte : Nelle Richmond Eberhart
- 1947 Music, pour chœur de femmes (SSA) et piano - texte : Walter de la Mare (1873-1956), d'après "The Sunken Garden and Other Poems" (1917)
- 1954 The Lamb, pour chœur mixte, op. 84, nr. 3a - texte : William Blake
- 1958 River Night, pour chœur mixte et piano, op. 68, nr. 2a - texte : Frances Frost
- 1958 Song heard in Sleep, pour chœur mixte et piano, op. 88a - texte : William Rose Benét
- 1964 A Mountain Song, pour chœur mixte a capella, op. 69a - texte : Frances Frost
- 1965 A Shepherd lone lay fast asleep - (Un berger, dedans sa cabane), noël d'Auvergne pour chœur mixte, alto et orgue - texte anglais : Vail Read
- 2000 Epistle to the Corinthians, pour chœur mixte, ensemble de cuivres et orgue, op. 144
- By-Low, My Babe, pour chœur mixte, flûte, cor anglais et harpe, op. 138
- Golden journey to Samarkand, pour solistes, pour chœur mixte et piano, op. 41
- Jesous Ahatonia, pour chœur mixte et orgue
- May madrigal, pour chœur mixte, op. 39a
- Nocturne, voor vrouwenkoor en piano, op. 48 nr. 1a
- The Golden Harp, pour chœur mixte a capella
- The Reveille, pour chœur mixte, vents (2 bassons, 4 cors, 4 trompettes, 4 trombones, tuba), timbales, percussion et orgue - texte : Francis Bret(t) Harte (1839-1902) d'après "Lost Galleon" (1867)
- When Moonlight Falls, pour chœur mixte et piano
- Where corals lie, pour chœur mixte et deux pianos, op. 49

### Musique vocale
- 1933-1934 Four Nocturnes, pour mezzo-soprano (ou contralto) et piano (ou orchestre de chambre), op. 23
  1. When Moonlight Falls
  2. The Unknown God - texte : George William Russell
  3. A White Blossom
  4. The Moon - texte : William Henry Davies
- 1935-1936 From a Lute of Jade, pour mezzo-soprano et piano, op. 36
  1. From a Lute of Jade - textet: Confucius
  2. Tears - texte: Wang Seng-Ju, VIe siècle av. J.-C.
  3. The River and the Leaf - texte: Po Chü-I, VIIe siècle av. J.-C.
- 1938-1940 Songs for a Rainy Night, pour mezzo-soprano et piano, op. 48
  1. Nocturne - texte : Frances Frost
  2. All Day I Hear - textet: James Joyce
- 1943 Pierrot, pour voix et piano, op. 15 - texte : Sara Teasdale (1884-1933)
- 1945 A White Blossom, pour voix moyenne et piano - texte : Vail Read
- 1945 Three Songs, pour mezzo-soprano et piano, op. 68
  1. Lullaby for a Dark Hour
  2. River Night
  3. As I Walked Through the Meadows
- 1950-1957 Songs To Children, pour mezzo-soprano, flûte, 2 violons, alto, violoncelle, harpe, piano, op. 76 - texte: William Blake et Jean Starr Untermeyer (en)
  1. Lullaby for a Man-Child
  2. The First Jasmines
  3. Song of Innocence
  4. Piping Down the Valleys Wild
- 1979 A Sheaf of Songs, pour mezzo-soprano, piano et ensemble, op. 84
  1. At Bedtime
  2. It is Pretty in the City
  3. The Lamb
  4. Sister, Awake
- Nocturnal Visions, pour baryton et piano, op. 145
  1. Night of all nights - texte : Jesse Stuart
  2. The first jasmines - texte : Rabindranath Tagore
  3. I hear an army - texte : James Joyce
- The Hidden Lute, pour soprano, flûte basse, harpe et percussion, op. 132
  1. The Island of Pines
  2. Sleeplessness
  3. The Ancient Wind
- The scarecrow, voor tenor, koperblazers, orgel en klavecimbel, op. 103

### Musique de chambre
- 1935 Poem, pour alto et piano, Op. 31a
- 1945 Piano Quintet
- 1953 Scherzino, pour quintette à vent, op. 24
- 1957 Strijkkwartet nr. 1, op. 100
- 1958 De Profundus, pour trombone (ou cor) et orgue, op. 71
- 1958 Sonoric Fantasia nr. 1, pour célesta, harpe et clavecin, op. 102
- 1973 Nine by Six, pour quintette à vent et trompette
- 1991 Five Aphorisms, pour violon et piano, op. 150
  1. Whom the Gods Would Destroy...
  2. Pains of Love Be Sweeter Far Than All Other Pleasures Are
  3. He That Plants Thorns Must Never Expect to Gather Roses
  4. All That We See or Seem Is but a Dream Within a Dream
  5. Thou Canst Not Stir a Flower Without Troubling of a Star
- Diabolic Dialogue, pour contrebasse et 4 timbales, op. 137
- Invocation, pour trombone et orgue, op. 135
- Poeme, pour violon, violoncelle et harpe, op. 20b
- Quiet Music, pour cordes
- Six Intimate Moods, pour violon et piano, op. 35
  1. Serious
  2. Whimsical
  3. Amorous
  4. Coquettish
  5. Wistful
  6. Hysterical
- Sonata Brevis, pour violon et piano
- Sonoric Fantasia nr. 3, pour flûte, percussion et harpe
- Sound Piece, pour cuivres et percussion
- Suite, pour quatuor à cordes, op. 33
- Threnody, pour flûte et piano
- Yerma, pour flûte, guitare et percussion, op. 115

### Œuvres pour orgue
- 1945 Sonata da chiesa, pour quatuor de cuivres et orgue, op. 61
  1. Intrada
  2. Canzona
  3. Ricercare
- 1951 Suite, op. 81
- 1957 Little Pastorale
- 1963 Six Preludes on Old Southern Hymns, op. 90
  1. We sat and wept
  2. How happy are the souls above
  3. Though the morn may be serene
  4. Hail ye sighing sons of sorrow
  5. Mercy, O thou son of David
- 1966 Variations on a chromatic ground
- 1969 Quiet Music, op. 65a
- 1969 Elegiac Aria, op. 91
- 1980 Eight Preludes on Old Southern Hymns (From The Sacred Harp), op. 112
- 1996 Galactic Novae, pour orgue et percussion, op. 136
- 1996 Phantasmagoria, pour orgue et hautbois (ou: oboe d'amore et cor anglais), op. 147
- 1998 Poem II, pour orgue et cor anglais, op. 151
- A Christmas Pastorale, pour violon et orgue, op. 124
- ...and there appeared unto them tongues as of fire, op. 134
- Bare ruin'd choirs
- Chorale-Fantasia on "Good King Wenceslas", op. 50
- Meditation
- Passacaglia and Fugue in d-klein, op. 34
- Prelude (Mercy, O Thou Son Of David)
- Sonoric Fantasia nr. 4, pour orgue et percussion

### Œuvres pour piano
- 1935-1936 Tears, op. 36, nr. 1
- 1942 Driftwood Suite, op. 54
  1. "Jungle Gardens by Moonlight"
  2. "Spider Monkeys,"
- 1941 Scherzotic Dance, op. 37
- 1947 Petite Berceuse, op. 74
- 1959 Intermezzo, op. 42a
- 1964 The Little Soldiers, pour deux pianos (ou piano à quatre mains), op. 95a
- 1965 Tally-ho!, op. 77. nr. 3
- 1971 Dance of the Locomotives
- 1981 Toy Soldiers' March, op. 77, nr. 1
- Chorale-fantasia on "Good King Wenceslas", pour deux pianos, op. 50b
- Passacaglia and fugue in d minor, pour deux pianos, op. 34b
- Petite pastorale, op. 40
- Sonata da Chiesa
- Sonatina (hommage à Mozart), op. 78
- Temptation of St. Anthony, pour deux pianos, op. 56a
- Touch Piece
- Three Satirical Sarcasms
- Where corals lie, pour deux pianos, op. 49b

### Œuvres pour clavecin
- 1990 Fantasy-Toccata, op. 148

### Œuvres pour harpe
- Sea-Scapes

### Œuvres pour guitare
- Canzone di Notte

### Œuvres pour percussion
- 1959 Los Dioses Aztecas (Les Dieux Aztèques), pour ensemble de percussions